# 益川敏英
益川 敏英（ますかわ としひで、1940年〈昭和15年〉2月7日 - 2021年〈令和3年〉7月23日）は、日本の理論物理学者。専門は素粒子理論。学位は、理学博士（名古屋大学・1967年）（学位論文「粒子と共鳴準位の混合効果について」）。京都大学名誉教授、京都産業大学名誉教授。名古屋大学素粒子宇宙起源研究機構名誉機構長・特別教授。元益川塾塾頭。愛知県名古屋市出身。2008年ノーベル物理学賞受賞。

## 来歴
愛知県名古屋市中川区生まれ。戦後は昭和区、西区で少年期を過ごす。生家は戦前は家具製造業、戦後は砂糖問屋を営んでいた。
名古屋大学理学部で坂田昌一研究室に所属し理学博士 （名古屋大学・1967年）の学位を取得。
京都大学理学部の助手であった1973年に、名古屋大学・坂田研究室の後輩である小林誠と共にウィーク・ボゾンとクォークの弱い相互作用に関するカビボ・小林・益川行列を導入した。この論文は、日本人物理学者の手による論文としては歴代で最も被引用回数の多い論文である。
京都大学基礎物理学研究所所長、日本学術会議会員を歴任した。京都大学から名誉教授の称号を授与され、名古屋大学特別教授・素粒子宇宙起源研究機構長。
2008年、「小林・益川理論」による物理学への貢献でノーベル物理学賞を受賞。
コペンハーゲン学派の伝統を持ち帰った仁科芳雄の自由な学風を受け継ぐ坂田昌一のグループに属し、坂田が信奉する武谷三男の三段階説の影響を受けた、名大グループを代表する学者でもある。また、護憲運動に取り組んでいた（#反戦・憲法9条）。
2021年7月23日午前8時40分、上顎歯肉がんのため京都市内の自宅で死去。81歳没。

## エピソード・人物

### 進学
高校1年のとき、坂田昌一名古屋大学教授が、素粒子の「坂田モデル」と呼ばれる新理論を発表したことを科学雑誌で知り、自分も坂田が勤務する名大で物理学を勉強したいと思うようになった。父は砂糖問屋を継がせることを希望したが、1回だけとの条件で受験を許され、名大理学部への進学を果たした。野村浩康元名大副総長は理学部での友人。

### 研究
学生時代から「いちゃもんの益川」と呼ばれたほどの議論好きで、違った視点や仮説を提起して議論を活性化させていた。当時、京都大学名誉教授であった湯川秀樹にもいちゃもんをつけたが、湯川は平然と会議に消えたという。益川の議論好きは生来のものだが、背景には、仁科芳雄から、武谷三男、坂田昌一に至る研究環境と、坂田モデルに始まる名大での活発な研究活動がある。
ノーベル賞受賞の際、NHKの番組で「坂田先生がノーベル賞をもらえなかったのは、弟子である私たちがだらしなかったからだ」と述べている。
大学では労働組合の活動に熱心に参加し、ノーベル物理学賞受賞理由となった小林・益川理論の研究をしていたときも、京都大学職員組合の書記長として多忙な組合業務をこなしていた。朝の通勤途上の喫茶店で思索をした後、昼は組合業務を行い、その合間を縫って小林誠と議論をしながら研究をしていたという。

### ノーベル賞受賞

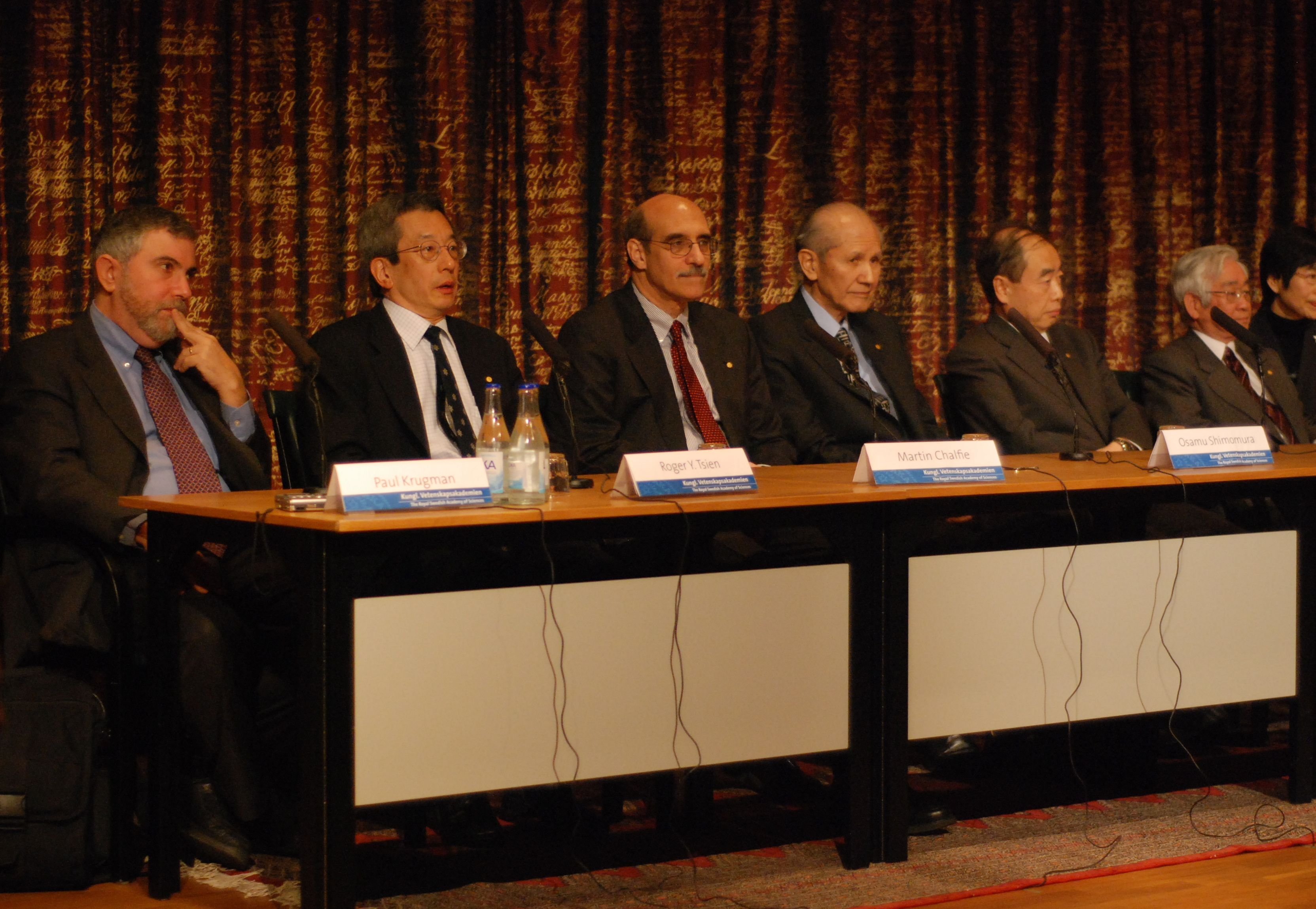
2008年12月7日、スウェーデン王立科学アカデミーにて

受賞後は本人の信念で、記者に意図的にへそ曲がりな応対を続けていた。取材記者に受賞の喜びのコメントを求められたが、「（受賞は）大してうれしくない」「36年前の過去の仕事ですから」「研究者仲間が理論を実験し、あれで正解だったよ、と言ってくれるのが一番うれしい」「我々は科学をやっているのであってノーベル賞を目標にやってきたのではない」「（ノーベル賞は）世俗的な物」など、受賞後にもかかわらず、研究者にとって純粋な学問の追究こそが目的であり、賞を得ることが目的ではない、という趣旨の発言も多く注目された。
同時に受賞した南部陽一郎を非常に尊敬しており、「南部先生に（ノーベル賞を）とっていただいたことが一番うれしい。アイデアマンで、我々に注意喚起してくれる。大変尊敬している」とコメントした。
繰り返す取材中には、笑顔で記者の前で万歳の格好をして「わー、と言って喜べば画になるんでしょうが」とおどけて見せた。その後に記者にとっては画になるが全然うれしくないという気持ちは変わらないと述べている。会見時に小林誠が記者に囲まれて困惑している様子を電話した際、「こっちも（記者が）いっぱいです。年貢を納めなきゃいけない」と応じた。
日本の科学教育の現状を記者団から聞かれ、「科学にロマンを持つことが非常に重要。あこがれを持っていれば勉強しやすいが、受験勉強で弱くなっている」「（若い人が物理学に興味を持ってもらえるようなメッセージをと聞かれ）我々の仕事が多少なりとも役に立てば光栄なこと」と返答している。

### 外国語

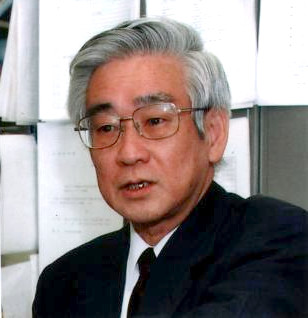
研究室での益川

外国語は大の苦手で、大学院入試では数学と物理学は満点であったものの、ドイツ語は完全白紙で英語も散々な成績だったため、入試委員会で合格を認めるかどうか問題となったという。外国の学会への招待は多いが、英語を使うのが嫌なために全て断ってきており、もっぱら共同研究者の小林が海外での学会出席や講演を担当していた。論文については英語で書かざるを得ない場合があるが、それについても非常にスペルミスが多いという。博士論文も英語で書いたが、他の院生に和文英訳を手伝ってもらって書いたという。なお、英語で論文を発表する際は、名前をローマ字（ラテン文字）転写しなければならないが、訓令式あるいはヘボン式の「Masukawa」ではなく、「Maskawa」（uを除去）という署名を好んで用い、国際的にも「Toshihide Maskawa」の名で知られている。
1978年には東京で開催された国際会議にて英語での発表を行ったことがあるが、この時は大学院生が用意した英文の原稿を早口で読み上げただけで、その後は質疑応答の時間を設けることもなく降壇したため、参加者も呆気にとられたというエピソードがある。
パスポートも長らく取ったことがなく、2008年12月にストックホルムで行われたノーベル賞の授賞式への出席が自身初の国外渡航であったが、その際の受賞記念講演でも、最初に「I'm sorry, I can't speak English.（すみませんが、私は英語が話せません）」とだけ英語で言って会場の笑いを誘い、あとは通訳付きの日本語で講演を行った。ノーベル賞の受賞記念講演を日本語で行うのは異例である。

### 教育への苦言
ノーベル物理学賞の受賞が決定した後の2008年10月10日に、小林誠と共に文部科学大臣に面会した。益川は、大学受験などでは難しい問題は避け、易しいものを選ぶよう指導していると指摘し、これは考えない人間を作る｢教育汚染｣、親も｢教育熱心｣でなく｢教育結果熱心｣であると批判した。
2009年には、「麻生内閣メールマガジン」に寄稿し、日本人ノーベル賞受賞者の増加について「近年受賞者が多数出ているからといって、現在の日本の科学の現状が万万歳ということにはならない」と述べ、現状の研究成果は数十年ほど経過して初めて評価されると指摘している。また、日本の基礎科学への研究費配分が不十分との懸念を示しており、「限られた資源のなかで、役に立つ科学・分かりやすい科学・大学の外で市場原理のもとで成り立つ科学などが研究費の餌場として雪崩れ込んでいる」と指摘し「大学の基礎科学が危ない」と警鐘を鳴らしている。
2014年に小保方晴子によるSTAP細胞が話題になった時には、落ち着いて研究出来ない今の若手を見ている益川は彼女が表に出たのはある意味では当然のことだったと述べ、小保方晴子だけを一方的に悪く述べてはいない。

### 趣味
クラシック音楽を好んで聴くことが知られ、インタビュー等で、最も好きな曲として、ベラ・バルトークの《弦楽器、打楽器とチェレスタのための音楽》を挙げている。

## 政治活動・政治的主張

### 反戦・憲法9条
- 60年安保やベトナム反戦の運動に参加[23]。また湯川のラッセル・アインシュタイン宣言署名は反核に根差すと語り、「自分はより身近に、一人一人の今の生活を守りたい。戦争はプラスかと問いたい。殺されても戦争は嫌だ。もっと嫌なのは自分が殺す側に回る事」と話す[24]。

- 2015年、長崎で開催された第61回パグウォッシュ会議世界大会の一般公開プログラムであるドロシー・ホジキン・レクチャーに下村脩教授とともに登壇した[25][26]。

- 湯川秀樹、朝永振一郎らの影響と、幼少期に自宅が米軍の焼夷弾の直撃を受けた名古屋大空襲の経験[27][26]から、平和運動にも意欲的に取り組んでおり、2005年には「九条科学者の会」呼びかけ人を務めていた[28]。インタビューでも「軍隊保有禁止と交戦権放棄を規定した憲法9条だけについて国民投票をすれば絶対に否決される。日本国民は憲法9条変更に賛成するほどばかではない」と述べた[29]。

- 2015年7月、自身も参加する「安全保障関連法案に反対する学者の会」で安倍晋三とその内閣に退陣を求めた[30]。同月に没した鶴見俊輔を偲んで11月に開かれた講演会でも「安倍首相は日本が戦争ができると言っているが、憲法は絶対にそう読めない」「憲法前文は涙が出るほど美しい。それにこそ日本の生きる道が書かれている」と発言[31]。

### 靖国神社参拝批判
- 政治家の靖国神社参拝を批判している[32]。

### 実験炉を建設し原発研究は継続を
2011年10月5日名古屋市内で行われたラジオの公開収録で「だましだまし使うより仕方ない。安全に使うため、実験炉を建設し研究活動は続けなければならない」「自動車は危険だが、非常に便利だからデメリットを覚悟して乗る。安全性とはメリット、デメリットの取引。原発もどれだけのメリットがあるか考え、使うべきかどうかが決まる。」「三百年後には化石燃料はなくなる。風力発電は騒音が大きく、風が吹かない時のために同じ発電量の代替設備が必要」「われわれの環境に、それほどの選択肢はない」「原発をしばらく凍結するのはいい。しかし化石燃料がなくなることを考えたら、エネルギー問題はそれほど単純ではない。原発を安全に使う準備のために研究活動は当面続けなければならない。『もうやめた』と言うことはできない」と話した。（2011年10月6日の中日新聞（朝刊）の記事）

### 選択的夫婦別姓制度について
多くの女性科学者にとって名前の継続性から求められることの多い選択的夫婦別姓制度導入を支持する。

## 略歴

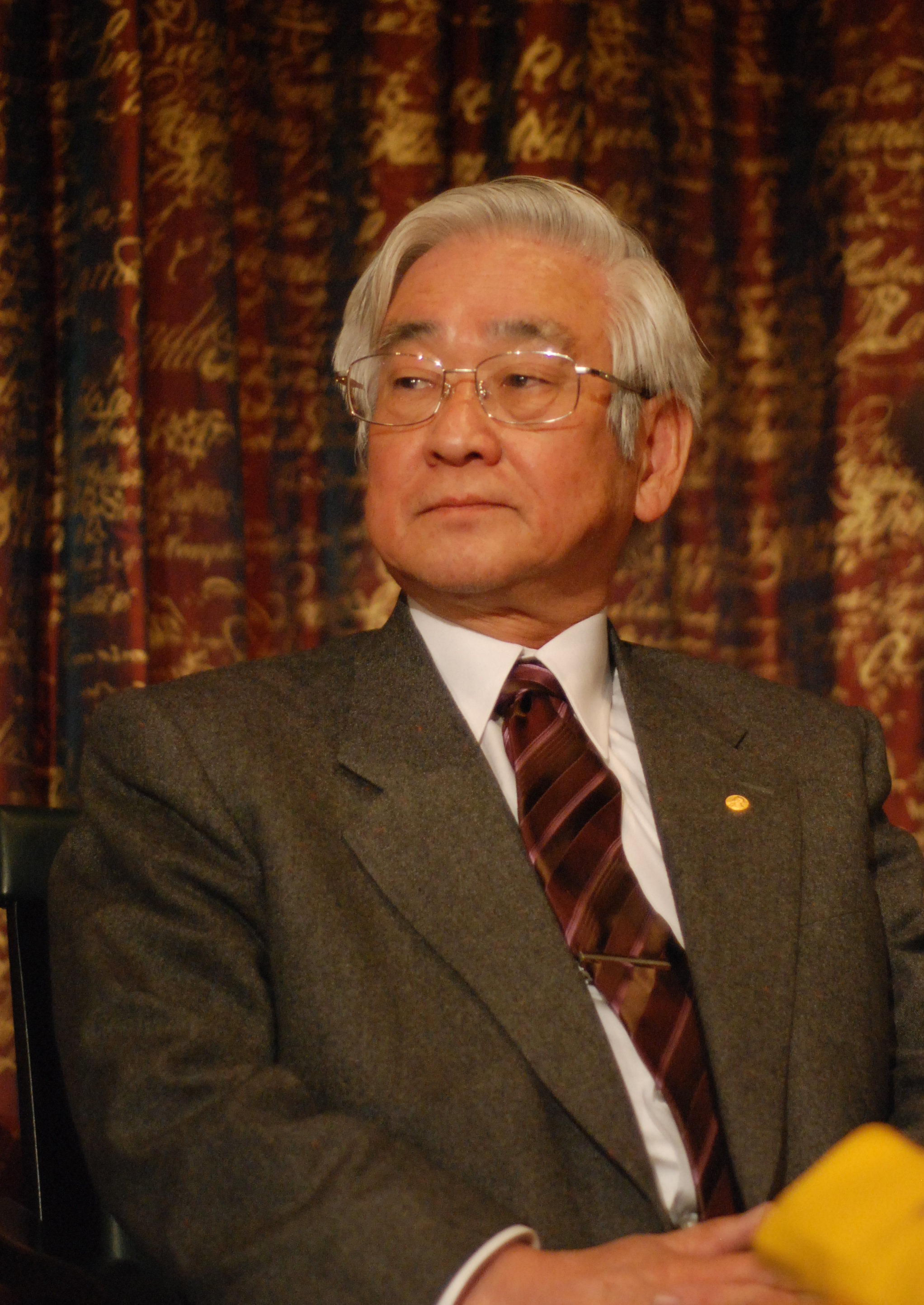
2008年12月7日、スウェーデン王立科学アカデミーにて

- 1958年3月 - 名古屋市立向陽高等学校卒業[33][34]
- 1962年3月 - 名古屋大学理学部卒業
- 1967年
  - 3月 - 名古屋大学大学院理学研究科博士課程修了
  - 4月 - 名古屋大学理学部教務職員
  - 7月 - 名古屋大学理学部助手
- 1970年5月 - 京都大学理学部助手
- 1976年4月 - 東京大学原子核研究所助教授
- 1980年4月 - 京都大学基礎物理学研究所教授
- 1990年11月 - 京都大学理学部教授
- 1995年4月 - 京都大学評議員
- 1997年
  - 1月 - 京都大学基礎物理学研究所教授（素粒子論研究部門担当）
  - 4月 - 京都大学基礎物理学研究所所長（2003年3月まで）
- 2003年4月
  - 京都大学名誉教授[35]
  - 京都産業大学理学部教授（〜2009年5月）
- 2004年10月 - 京都産業大学研究機構長
- 2007年10月 - 名古屋大学特別招へい教授
- 2009年
  - 2月 - 学校法人京都産業大学理事
  - 3月 - 名古屋大学特別教授
  - 6月 - 京都産業大学益川塾教授・塾頭
- 2010年
  - 4月 - 名古屋大学素粒子宇宙起源研究機構 (KMI) 機構長
  - 12月 - 日本学士院会員
- 2018年
  - 3月 - 名古屋大学素粒子宇宙起源研究機構 (KMI) 機構長退任[36]
  - 4月 - 名古屋大学素粒子宇宙起源研究機構 (KMI) 名誉機構長[37]
- 2019年
  - 3月 - 京都産業大学教授退職（同時に、塾頭をしていた益川塾も廃止）[38]
  - 4月 - 京都産業大学名誉教授[39]
- 2021年7月23日午前8時40分 - 上顎がんのため死去

## 学会活動等
- 1997年 - 2000年 第17期日本学術会議会員（第4部）

## 学術賞
- 1979年12月 - 第25回仁科記念賞（1979年度）「基本粒子の模型に関する研究」
- 1985年
  - 4月 - 第1回J.J.サクライ賞（1985年）。
  - 6月 - 第75回日本学士院賞（1985年度） 「六元クオーク模型の提唱」
- 1995年
  - 1月 - 朝日賞（1994年度）[40]。
  - 5月 - 第48回中日文化賞（1995年度）[41]。
- 2007年10月 - 欧州物理学会2007年度高エネルギー・素粒子物理学賞。
- 2008年12月 - ノーベル物理学賞（2008年度、南部陽一郎、小林誠と共同受賞）[42]。

## 栄典等
- 2001年11月 - 文化功労者
- 2008年11月 - 文化勲章
- 2009年2月 - 京都市名誉市民[43]
- 2013年4月 - 名古屋市科学館名誉館長[44]

## 出演テレビ番組
- 情熱大陸（毎日放送、2009年3月29日） - 小林誠と共に
- 日立 世界・ふしぎ発見!（TBS、2010年1月30日） - ゲスト回答者として
- 課外授業 ようこそ先輩（NHK、2010年4月4日）
- こころの遺伝子 〜あなたがいたから〜（NHK、2010年4月19日）
- こだわり人物伝（NHK、2011年3月2日〜3月23日） - 語り手として
- NHK高校講座 – 科学と人間生活（NHK、2012年2月18日）ゲスト

## 著作
- 『現代の物質観とアインシュタインの夢』 岩波科学ライブラリー 岩波書店 1995年 ISBN 978-4000065320
- 『いま、もう一つの素粒子論入門』 パリティブックス 丸善 1998年 ISBN 978-4621044957
- 『科学にときめく ノーベル賞学者の頭の中』かもがわ出版 2009 ISBN 978-4-7803-0280-6
- 『学問、楽しくなくちゃ』新日本出版社 2009年 ISBN 9784406052818
- 『益川流「のりしろ」思考』扶桑社 2009年 ISBN 9784594060602
- 『僕がノーベル賞をとった本当の理由―子ども時代のすごしかた』フォーラムA 2009年 ISBN 9784894285873
- 『15歳の寺子屋 「フラフラのすすめ」』講談社 2009年 ISBN 9784062155861
- 『益川博士のつぶやきカフェ』三省堂 2010 ISBN 978-4-385-36501-5
- 『素粒子はおもしろい』岩波ジュニア新書 2012年 ISBN 9784005006977
- 『益川博士のロマンあふれる特別授業 子どもたちに、伝えておきたいこと』朝日学生新聞社 2012 ISBN 978-4-904826-36-2
- 『科学者は戦争で何をしたか』集英社新書 2015年 ISBN 9784087207996

### 共著
- 『いっしょに考えてみようや ノーベル物理学賞のひらめき』小林誠共著 朝日選書 2009 ISBN 978-4022599582
- 『教育を子どもたちのために』小森陽一、木附千晶、藤田英典、本田由紀共著 岩波ブックレット 2009 ISBN 978-4000094641
- 『益川さん、むじな沢で物理を語り合う 素粒子と対称性』東京物理サークル共著 日本評論社 2010 ISBN 978-4-535-78546-5
- 『「大発見」の思考法 iPS細胞vs.素粒子』山中伸弥共著 文春新書 2011 ISBN 978-4-16-660789-1

### 論文
小林と益川の1973年の論文。当時3つしか存在が知られていなかったクォークに関して（理論的には4つあると想定されていた）、それが6種類あると仮定（CKM行列）。それによりCP対称性の破れという現象に対し説明を与えた。この理論の正しさはのちの実験で確認された。]
- 益川敏英、(5)Chiral Symmetryについて(Higher Resonance研究会報告) 素粒子論研究 1968年 37巻 1号 p.A46-A48, doi:10.24532/soken.37.1_A46
- 益川敏英、複合粒子モデルとchiral symmetry(素粒子の模型と構造,研究会報告) 素粒子論研究 1969年 40巻 4号 p.D44-D49, doi:10.24532/soken.40.4_D44
- Kobayashi, Makoto; Maskawa, Toshihide (1973-02). “CP-Violation in the Renormalizable Theory of Weak Interaction” (英語). Progress of Theoretical Physics (The Yukawa Institute for Theoretical Physics and the Physical Society of Japan) 49 (2). doi:10.1143/PTP.49.652. hdl:2433/66179 2023年12月7日閲覧。.
- 「Chiral対称性について(素粒子の時空記述,研究会報告) 」 素粒子論研究 1971年 43巻 2号 p.232-236, NAID 110006546225, doi:10.24532/soken.43.2_232
- 『Quar scheme of hadrons in chiral U(4)×U(4) (「Loptonを probeとしたhadronの構造の研究」研究会報告)』素粒子論研究 45(1), A42-A43, 1972-03-20, NAID 110006467210doi:10.24532/soken.45.1_A42
- 「π゜→2γとpionの複合性について(報告(6)カイラル対称性とハドロン力学,素粒子の模型と構造,研究会報告)」 Soryushiron Kenkyu 47(2), H38-H39, 1973-04-20, NAID 110006468633, doi:10.24532/soken.47.2_H38
- 益川敏英 ほか、量子時空中の場の量子論 (素粒子の時空記述研究会報告)]」 素粒子論研究 48(1), A38-45, 1973-09, NAID 40018011570
- 益川敏英、「Yang-Mills場一元論(基本粒子系の諸模型の検討,研究会報告)」 素粒子論研究 1976年 53巻 5号 p.E23-E24, NAID 110006470565, doi:10.24532/soken.53.5_E23_2
- 「高密度核物質の諸相といくつかのコメント(高密度核物質,研究会報告)」 素粒子論研究 1976年 54巻 1号 p.A39-, NAID 110006470589, doi:10.24532/soken.54.1_A39

学位論文
- 益川敏英『粒子と共鳴準位の混合効果について』 名古屋大学〈理学博士 甲第342号〉、1967年。 NAID 500000372937